# Vulcan (Alberta)

Vulcan é um município canadense localizado na parte sul da província de Alberta no Canadá. Situa-se entre as cidades de Calgary e Lethbridge. Sua população é de aproximadamente 1.600 habitantes.